# Lucile Hadzihalilovic
Lucile Hadzihalilovic (7 de mayo de 1961, Lyon) es una cineasta francesa. Ella se convirtió en la primera mujer en ganar el Festival Internacional de Cine de Estocolmo el premio anual Caballo de Bronce a la Mejor Película por su largometraje de 2004, Innocence.

## Biografía
Hadzihalilovic nació en Lyon en 1961 de padres bosnios inmigrantes. Estudió cine en el Instituto de Altos Estudios de Cinematografía de París. Ha trabajado como editora de documentales y largometrajes, y es una colaboradora de largo plazo con su esposo Gaspar Noé, que sirve como productor y editor de su corto Carne (1991) y función de I Stand Alone (1998). También ha colaborado con Noé en el guion de su película Enter the Void (2009).
Innocence es su segunda película, después de la de 1996, La Bouche de Jean-Pierre, que se proyectó en la sección Un Certain Regard en el Festival de Cine de Cannes de 1996.
Su tercer film y primero en inglés fue Earwig, la adaptación de una obra del escritor Brian Catling que presentó en 2021 en la sección oficial del Festival Internacional de Cine de San Sebastián.

## Filmografía
- Earwig (2021)
- De Natura (2018) - cortometraje
- Evolution (2015)
- Nectar (2015) - cortometraje
- Innocence (2004)
- Good boys use condoms (1998) - cortometraje
- La bouche de Jean-Pierre (1996)

## Premios y distinciones
Festival Internacional de Cine de San Sebastián
| Año  | Categoría                | Película  | Resultado |
| ---- | ------------------------ | --------- | --------- |
| 2004 | Premio Nuevos Directores | Innocence | Ganador   |